# Монтейру Роберту Леал Рамуш
Роберту Леал Рамуш Монтейру (Roberto Leal Ramos MONTEIRO) (1946), ангольський дипломат та політик.

## Життєпис
Народився 21 січня 1946 року в Луанді. Пройшов військову підготовку СРСР. Володіє португальською, французькою, англійською, російською мовою.
З 1971 в складі збройних формувань партії МПЛА, брав участь в боротьбі за національне визволення Анголи від португальських колонізаторів.
З 1971 по 1993 — займав різні посади в збройних силах Анголи. Генерал.
Представляв Анголу в Організації африканської єдиності і в Співтовариства розвитку Півдня Африки (САДК).
З 1993 по 1999 — заступник міністра оборони. Депутат Національної асамблеї Республіки Ангола.
З 2000 по 2006 Надзвичайний і Повноважний Посол Анголи в Росії, Надзвичайний і Повноважний Посол Анголи в Україні за сумісництвом.
З 2006 по 2010 — міністр внутрішніх справ Анголи.

## Див. також